# HMS Dublin (könnyűcirkáló)

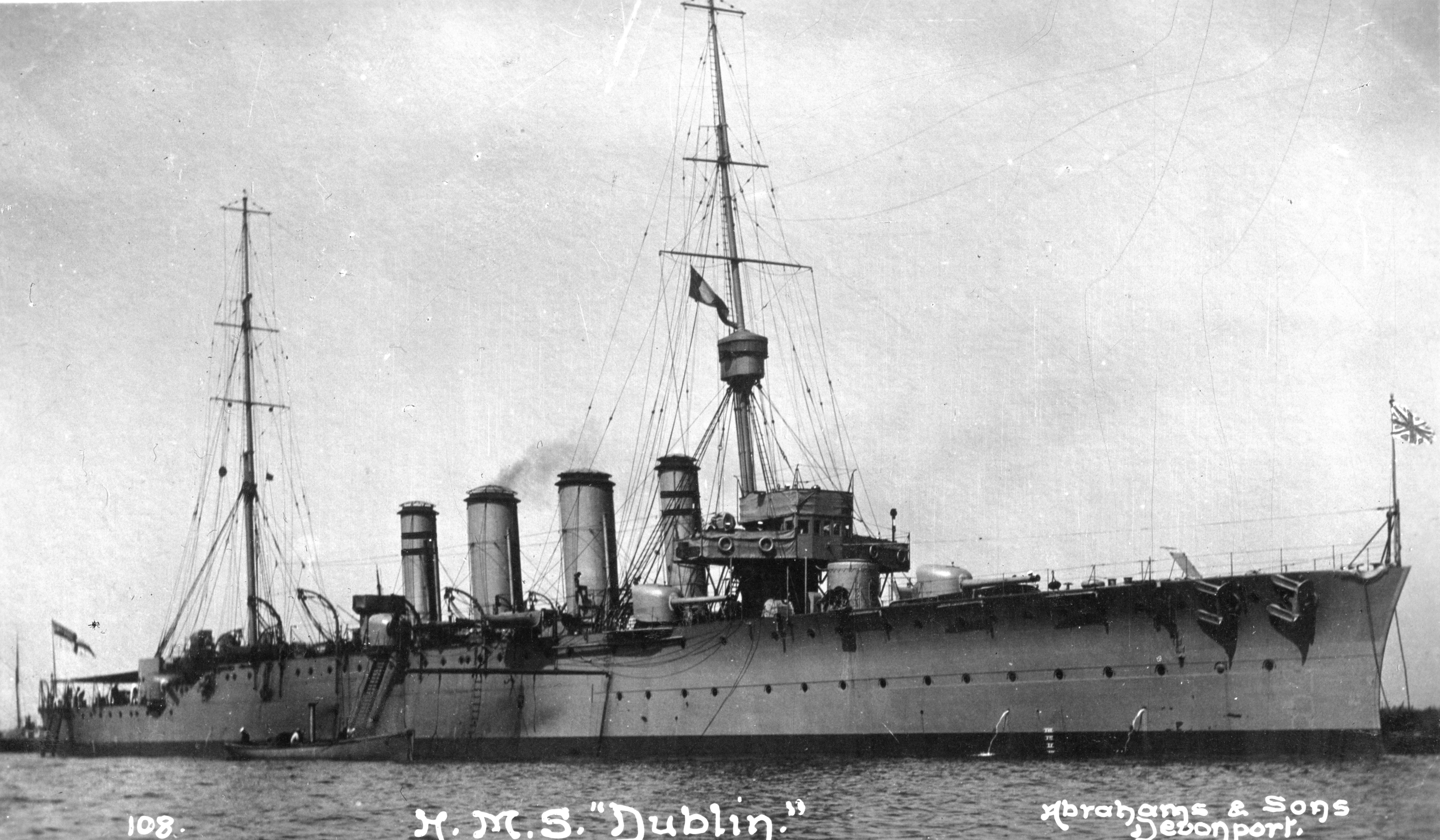
HMS Dublin.

A HMS Dublin a Brit Királyi Haditengerészet egyik Town-osztályú könnyűcirkálója volt. A Dublin, hasonlóan a Chathamhez és a Southamptonhoz, a Chatham-alosztály tagja volt. Ezeknek a hajóknak az ára átlagosan 334 053 £ volt. A Dublin építését 1911. április 11-én kezdték, a Glasgow melletti Dalmuirban, a Wm. Beardmore & Company hajógyárában. 1912. április 30-án a cirkálót vízre bocsátották, majd 1913 márciusában építését teljesen befejezték.

## Háború előtti szolgálata
Pályafutása elején, 1913-ban a Dublint az 1. csata rajba osztották be, de később, 1913 júliusában a Földközi-tengeren állomásozó 1. könnyűcirkáló rajhoz került. Később ismét áthelyezték, így 1913 szeptemberétől 1914 végéig a 2. könnyűcirkáló rajnál teljesített szolgálatot.

## A Goeben utáni hajsza
John D. Kelly kapitány, a britek hadüzenete előtt, 1914. augusztus 4-én üldözőbe vette, a Messinában tartózkodó német Goeben csatacirkálót. Augusztus 6-án, miután feltöltötték szénkészleteit, délután 2 órakor a Dublin elhagyta Máltát, és csatlakozott az üldözőkhöz. Este fél kilenckor a brit cirkáló parancsot kapott hogy az éjszaka során érje utol, és süllyessze el a német hajót, lehetőleg torpedókkal. A távolságot figyelembe véve a kapitány úgy vélte, hogy hajnali fél négykor sor kerülhet az összecsapásra, de a Goeben váratlanul irányt változtatott és észak felé indult. Emiatt az üldözés meghiúsult, mivel a nappali támadás öngyilkossággal ért volna fel, a brit hajó számára. Ennek oka az volt, hogy a német hajó legnagyobb ágyúi több mint 24 kilométer távolságba tudták lőni robbanó lövedékeiket.

## Gallipoli és a torpedótalálat
1915 februárjában a Dublint a Dardanellákhoz küldték, ahol 1915. április 25-én segített a HMS Implacable-nek a Gallipoli-i partraszállásnál. Ezt követően, 1915 májusában a könnyűcirkálót Brindisibe küldték. 1915. június 9-én, miközben az albán partoknál járőrözött, illetve francia és olasz hajókat kísért, a Dublint torpedótalálat érte az osztrák U-4 tengeralattjáróról. A brit hajónak sikerült visszatérnie Brindisibe, de több hónapig nem tudott részt venni a hadműveletekben, és az Egyesült Királyságba is vissza kellett térni, hogy felújítsák.

## Hazai vizeken
1916 és 1919 között a Dublin is a Nagy Flotta 2. könnyűcirkáló rajánál szolgált, a Southamptonnal, a Birminghammel és a Nottinghammel együtt. 1916. május 31-én, mikor részt vett a jütlandi csatában, a Dublin kapitánya már Albert Charles Scott kapitány volt. Az éjjeli támadás során a Dublin és a Southampton megtámadott egy ellenséges rombolót, melyet 117 darab 152 mm-es lövedék ellövése után sikerült is elsüllyeszteniük. A támadás során mindkét brit hajó megsérült, illetve a legénység 3 tagja meghalt és 27-en megsérültek, mikor a Dublin öt találatot kapott az SMS Elbing 150 mm-es ágyúitól, illetve további nyolcat a Stuttgart (vagy a Frauenlob, esetleg a Hamburg) 104 mm-es ágyúitól. A csata után a Dublint egészen június 17-ig javították.
1917. május 3-án a Dublin és a HMAS Sydney, négy rombolóval, a Nepean-nal, az Obdurate-tel, a Pelican-nal és a Pylades-szal együtt elhagyta a Rosyth-i kikötőt, hogy járőrözzön a Forth és a Humber folyók torkolata közötti tengerszakaszon. 10 óra 25 perckor a Dublin észrevette az L43-as Zeppelint körülbelül 27 km-re keletre, valamint egy gyorsan közeledő idegen hajót. A brit cirkálók azonnal támadásba lendültek és rendkívül messziről tüzet nyitottak az ellenségre. 10 óra 54 perckor a Dublin legénysége torpedónyomokat látott a hajó előtt elhaladni, majd 11 óra 12 perckor észre is vett egy tengeralattjárót. 11 óra 15 perckor újabb tengeralattjáró tűnt fel, ami két torpedót is kilőtt a Dublinra. 11.20-kor feltűnt egy harmadik tengeralattjáró is, melyre a brit hajó lőni kezdett illetve mélytengeri aknákat dobott. Eközben a Zeppelin is támadásba kezdett. A Dublin tatja felé tartott, majd mikor elrepült felette hirtelen emelkedni kezdett, így megpróbálva közel függőleges helyzetbe kerülni, és bombákat dobni a brit hajóra. A támadást a Dublinnak sikerült meghiúsítania egy gyors jobbrafordulással.

## Háború utáni pályafutása
A háború után a Dublint az Afrikában állomásozó 6. rajhoz rendelték, ahol 1920 januárja és 1924 közt szolgált. 1924 áprilisában egy rövid ideig még a 3. rajnál is szolgált a Földközi-tengeren. 1924-ben Nore-ba hajózott, ahol a tartalék hajók közé került. 1926 júliusában eladták a trooni J.J. King-nek szétbontásra, de útban a bontó felé a Dublin zátonyra futott. 1927-ben kiszabadították majd egy évvel később szétbontották.